# Vendranges
Vendranges là một xã trong tỉnh Loire miền trung nước Pháp.